# كأس الاتحاد الكوري الجنوبي 1999
كأس الاتحاد الكوري الجنوبي 1999 (هانغل: FA컵 1999) هو موسم من كأس الاتحاد الكوري الجنوبي. كان عدد الأندية المشاركة فيه 20، وفاز فيه نادي سونغنام.